# Bundles – Ein Hund zum Verlieben
Bundles – Ein Hund zum Verlieben ist eine US-amerikanische Fernsehfilm-Komödie von Dennis Dugan. Der Film wurde am 12. November 1994 auf dem Fernsehsender ABC ausgestrahlt.  Das Drehbuch schrieb Tim Doyle nach einem Roman von Felix Salten und nach dem Drehbuch des Films Der unheimliche Zotti, das von Bill Walsh und Lillie Hayward stammt.

## Handlung
Der schüchterne und etwas verschrobene Wilbert „Wilby“ Daniels hilft seinem Vater des Öfteren im familieneigenen Museum aus. Durch Zufall entdeckt er eines Tages die Zauberkraft eines Exponats und er verwandelt sich zu seinem eigenen Schrecken zeitweise in einen Hund. Das macht es für ihn auch nicht gerade leichter um die Gunst der Nachbarstochter Alice zu werben, allerdings entdeckt er in seiner Hunde-Gestalt, dass der neue Nachbar in Wirklichkeit ein Juwelendieb ist, der es auf das Museum seines Vaters abgesehen hat.

## Synchronisation
| Rolle                          | Darsteller     | Synchronsprecher   |
| ------------------------------ | -------------- | ------------------ |
| Wilbert „Wilby“ Daniels        | Scott Weinger  | Björn Schalla      |
| Ron Daniels                    | Ed Begley Jr.  | Lutz Mackensy      |
| Detective Al                   | Jon Polito     | Klaus Sonnenschein |
| Charlie „Der Räuber“ Mulvihill | James Cromwell | Klaus Jepsen       |
| Trey Miller                    | Jeremy Sisto   | Frank Schaff       |
| Officer Hanson                 | David Paquesi  | Oliver Rohrbeck    |
| Officer Kelly                  | Rick Ducommun  | Stefan Fredrich    |

## Kritik
Der Film erhielt eine insgesamt negative Bewertung. Die TV Spielfilm äußerte sich zum Thema folgend.

„Zuckriges Remake von „Zotti, das Urviech“ ([19]59)“